# Ophiomorus
Ophiomorus – rodzaj jaszczurek z podrodziny Scincinae w rodzinie scynkowatych (Scincidae).

## Zasięg występowania
Rodzaj obejmuje gatunki występujące w Grecji, Turcji, Izraelu, Syrii, Libanie, Jordanii, Turkmenistanie, Iranie, Afganistanie, Pakistanie i Indiach. 

## Systematyka

### Etymologia
Ophiomorus: gr. οφις ophis, οφεως opheōs „wąż”; ὁμορος homoros „bardzo zbliżony, podobny, pokrewny”, od ὁμορεω homoreō „sąsiadować, graniczyć”.

### Podział systematyczny
Do rodzaju należą następujące gatunki:
- Ophiomorus blanfordii (Boulenger, 1887)
- Ophiomorus brevipes (Blanford, 1874) – wężowiec krótkonogi[4]
- Ophiomorus chernovi Anderson & Leviton, 1966
- Ophiomorus kardesi Kornilios, Kumlutas, Lymberakis & Ilgaz, 2018
- Ophiomorus latastii Boulenger, 1887
- Ophiomorus maranjabensis Kazemi, Farhadi Qomi, Kami & Anderson, 2011
- Ophiomorus nuchalis Nilson & Andren, 1978
- Ophiomorus persicus (Steindachner, 1867)
- Ophiomorus punctatissimus (Bibron & Bory de St. Vincent, 1833) – wężowiec beznogi[4]
- Ophiomorus raithmai Anderson & Leviton, 1966
- Ophiomorus streeti Anderson & Leviton, 1966
- Ophiomorus tridactylus (Blyth, 1853)